# Juan Alberto Castro (futbolista)
Juan Alberto Castro, conocido como el Negro (nacido en la Ciudad de Córdoba el 12 de julio de 1934; fallecido el 12 de julio de 1979), fue un futbolista argentino. Jugaba como delantero y debutó profesionalmente en Rosario Central. También vistió la casaca de la Selección Argentina, con la que se coronó campeón del Sudamericano 1957.

## Carrera
El "Negro" Castro se incorporó a Rosario Central en 1956, luego de jugar semi-profesionalmente en los clubes Unión Florida y General Paz Juniors de Córdoba. Llegó como refuerzo para el equipo dirigido por Alfredo Fógel junto al Gitano Juárez y Alberto Dolores Sánchez, también provenientes del fútbol cordobés. Su debut sucedió en la primera fecha del Campeonato 1956 ante Gimnasia y Esgrima La Plata, igualando 2-2 en Arroyito; Castro marcó el primer tanto canalla. La campaña centralista en el torneo se coronó con un sexto puesto, la mejor ubicación para el club desde su ingreso en 1939 a los torneos liguistas de AFA. Además, Castro obtuvo el lauro de consagrarse goleador del torneo, con 17 tantos (1 a Gimnasia y Esgrima La Plata, 2 a Lanús, 3 a Ferro Carril Oeste, 2 a Independiente, 1 a Boca Juniors, 3 a Huracán, 2 a Chacarita Juniors, 1 a Tigre, 1 a Estudiantes de La Plata, 1 a Vélez Sarsfield). Se convirtió en el tercer futbolista canalla en ostentar este logro, ya que en 1955 lo había logrado Oscar Massei, mientras que el primero en conseguirlo había sido Benjamín Santos en 1948.

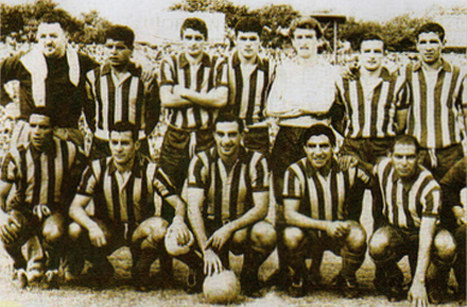
Rosario Central 1960. Parados: Néstor Cardoso, Gualberto Muggione, Armando Rossi, Juan Bertoldi, Carlos Álvarez, José Casares; hincados: Antonio Rodrígues, Indalecio López, Miguel Antonio Juárez, Juan Castro, Francisco Rodrígues.

En 1957 convirtió 7 goles; en 1958 hizo 15 anotaciones, 6 por el Campeonato y 9 por la Copa Suecia; en 1959 marcó 8 tantos y en 1960 logró 14 conquistas.
En los clásicos rosarinos marcó dos goles. El primero el 20 de diciembre de 1958, anotando el único gol del encuentro al minuto 67; el restante el 25 de septiembre de 1960, en la victoria 4-1, donde marcó el transitorio 1-1 a los 42 minutos. Marcó tres tripletes: contra Huracán en 1956, ante Gimnasia de La Plata en 1959 y frente a Ferro Carril Oeste en 1960. En Arroyito disputó un total de 144 encuentros y marcó 61 goles. Es el máximo artillero centralista por copas nacionales en el profesionalismo, con 9 tantos, mientras que se encuentra noveno con 52 conquistas en torneos de Primera División de AFA.
Luego jugó para Huracán, Atlanta, Newell´s y Colón; con este último se consagró campeón en la Primera B, obteniendo el primer ascenso a Primera División de Argentina para la institución sabalera.

### Estadísticas
| Club            | PJ  | Goles |
| --------------- | --- | ----- |
| Rosario Central | 144 | 61    |
| Huracán         | 18  | 7     |
| Atlanta         | 28  | 5     |
| Newell's        | 7   | 1     |
| Colón           | 29  | 7     |
| Total           | 226 | 81    |

## Selección nacional
Con la Selección Argentina de fútbol se coronó campeón del Campeonato Sudamericano 1957, disputado en Perú, integrando el plantel de los llamados Carasucias. En ese torneo disputó un único encuentro ante Ecuador, cuando el técnico Guillermo Stábile dispuso su ingreso en lugar de Omar Sívori. En ese mismo año disputó su otro partido con la casaca albiceleste, ante Perú en Lima, convirtiendo el 3-0 parcial al minuto 70 de partido.

### Participaciones en la Copa América
| Copa                         | Sede | Resultado | PJ | Goles |
| ---------------------------- | ---- | --------- | -- | ----- |
| Campeonato Sudamericano 1957 | Perú | Campeón   | 1  | 0     |

### Detalle de partidos en la Selección
| Instancia                    | Fecha      | Rival   | Resultado | Goles |
| ---------------------------- | ---------- | ------- | --------- | ----- |
| Campeonato Sudamericano 1957 | 17-03-1957 | Ecuador | 3-0       | 0     |
| Amistoso                     | 09-04-1957 | Perú    | 4-1       | 1     |

## Clubes
| Club                    | País      | Año       |
| ----------------------- | --------- | --------- |
| Unión Florida (Córdoba) | Argentina | 1954      |
| General Paz Juniors     | Argentina | 1955      |
| Rosario Central         | Argentina | 1956-1960 |
| Huracán                 | Argentina | 1961      |
| Atlanta                 | Argentina | 1962-1963 |
| Newell's Old Boys       | Argentina | 1964      |
| Colón                   | Argentina | 1965      |

## Palmarés

### Títulos internacionales
| Equipo              | País                 | Título       | Año  |
| ------------------- | -------------------- | ------------ | ---- |
| Selección Argentina | Bandera de Argentina | Sudamericano | 1957 |

### Títulos nacionales
| Equipo | País      | Título    | Año  |
| ------ | --------- | --------- | ---- |
| Colón  | Argentina | Primera B | 1965 |

### Distinciones individuales
| Equipo          | País      | Título   | Año  |
| --------------- | --------- | -------- | ---- |
| Rosario Central | Argentina | Goleador | 1956 |